# Rue Jacques-Stella
La rue Jacques-Stella est une rue du quartier de Bellecour située sur la presqu'île dans le 2e arrondissement de Lyon, en France.

## Situation et accès
La rue commence place de la République dans le prolongement de la rue Jean-de-Tournes, et se termine quai Jules-Courmont. Elle est traversée par la rue Grôlée. La rue est en zone 30 avec une circulation dans le sens de la numérotation et une piste cyclable.
Une station Vélo'v est disponible au début de la rue.
De la place de la République jusqu'à la rue Grôlée, il n'y a pas stationnement ; ensuite le stationnement est possible des deux côtés de la voie.

## Origine du nom
Jacques Stella (1596-1657) est un peintre né à Lyon et honoré du titre de peintre du roi en 1635. Il se spécialise dans la peinture d'histoire et plus particulièrement de sujets religieux. Son père François Stella, lui aussi peintre, est mort à Lyon.

## Histoire
La rue portait autrefois le nom de rue Noire. Elle est ouverte au XIVe siècle mais ne comporte que la portion comprise entre la grande rue de l'hôpital et la rue Grôlée. En 1493, elle est nommée Ruelle tenant de la grande-rue à la maison Grôlée. Elle reçoit le nom actuel le 30 avril 1858, par délibération du conseil municipal. Lors du percement de la rue du Président-Carnot, la rue est prolongée jusqu'au quai en 1892,,.
Au n°2, maison natale de François-Frédéric Lemot (1771-1827) sculpteur néo-classique. Il est notamment l'auteur de la statue équestre de Louis XIV sur la place Bellecour.
Au n°3, c'est ici que se trouvait l'imprimerie Mougin-Rusand à partir de 1865. Elle imprimait entre autres la Revue du Lyonnais, le Moniteur judiciaire de Lyon, et les mémoires de la société littéraire.